# Germansweek
Germansweek is een civil parish in het bestuurlijke gebied West Devon, in het Engelse graafschap Devon. In 2001 telde het dorp 159 inwoners, in 1901 204 en in 1801 133. Germansweek komt in het Domesday Book (1086) voor als 'Wiche' / 'Wica' / 'Wyca'. Met 17 huishoudens had het een gemiddelde omvang, maar de belastingopbrengst werd met 0,1 geldzeer laag ingeschat.